# Henry Darcy
Henry Philibert Gaspard Darcy (10. června 1803, Dijon – 3. ledna 1858) byl francouzský technik a inženýr, který přispěl několika podstatnými poznatky v oboru hydrauliky.

## Biografie
Otec mu zemřel, když mu bylo 14 let, proto byla jeho matka nucena pracovat, aby zaplatila Henrymu školné. Roku 1821 se mladý Darcy zapsal na školu polytechniky École Polytechnique, která jej dovedla až k zaměstnání v Corps of Bridges and Roads. Jako zaměstnanec této společnosti postavil působivý vodní tlakový rozvodný systém v Dijonu, poté co selhaly pokusy zásobovat město vodou pomocí vrtaných studní. Voda se v tomto systému odebírala z 12,7 km vzdáleného pramene Rosoir, odkud proudila krytým akvaduktem do nádrží poblíže města. Poté byla rozvedena sítí tlakových potrubí o délce 28 000 metrů, přivádějící vodu do téměř celého města. Systém byl zcela uzavřen a poháněn tlakem gravitace, a proto zde nebylo zapotřebí žádných čerpadel. Dále se Darcy zapojil do mnoha jiných veřejných prací v Dijonu, popřípadě i v okolí, neméně cílevědomě se angažoval i v politickém životě svého rodného města.
Během této doby upravil Pronyho rovnici pro výpočet ztráty při proudění potrubím (kterou později pozměnil Julius Weisbach), dnes známou jako Darcy-Weisbachovu rovnici, která se využívá dodnes.
Roku 1848 se stal vedoucím inženýrem v departmentu Côte-d'Or (Dijon je hlavní město tohoto departmentu). Brzy poté opustil Dijon kvůli politickým neshodám, pak ale působil jako hlavní ředitel pro vodní a silniční oddělení v Paříži. Během této doby se mohl více soustředit na jeho výzkum v oboru hydrauliky, především na průtok a ztráty třením v potrubí. Dále také vylepšil vzhled Pitotovy statické trubice v zásadě používané dodnes.
Darcy na svůj post rezignoval roku 1855 pro zdravotní problémy, mohl však na svém výzkumu pokračovat v Dijonu. Roku 1855 a 1856 zavedl útvar pro experimenty, který stanovil výroky známé jako Darcyho zákon, původně byl tento zákon vyvinut pro popis rychlosti průtoku kapaliny nebo plynu pevným porézním tělesem, později byl zobecněn a hojně se používá dodnes. Sdružení pro propustnost tekutin, darcy, je pojmenováno na počest práce tohoto vědce.
Darcy zemřel na zápal plic při výletu do Paříže a byl pochován v Dijonu.

## Dílo
- Darcy, Henry (1856). Les fontaines publiques de la ville de Dijon. Paris: Dalmont.